# Kocsis Pál (színművész)
Kocsis Pál (Salgótarján, 1970. február 23. –) Jászai Mari-díjas magyar színész, rendező, tanár.

## Életpályája
1989-ben érettségizett a salgótarjáni Koós Károly Építőipari Szakközépiskolában. 1996-ban színészként diplomázott a Színház- és Filmművészeti Főiskolán, Kerényi Imre osztályában. 1996-tól a kaposvári Csiky Gergely Színházban indult pályája. 2007-ben Jászai Mari-díjat kapott. 2012 és 2014 között a Miskolci Nemzeti Színházhoz szerződött. 2014-2021 között a kecskeméti Katona József Színház társulatának tagja volt. 2021-től szabadúszó. 2024-től a veszprémi Kabóca Bábszínház művészeti vezetője.
A Kaposvári Egyetem színművész szakán osztályvezető tanár volt 2015-ig.

### Családja
Felesége Csapó Virág színésznő, két lányuk van, Míra és Panna. 2016-ban Lajosmizse mellé költöztek egy tanyára, amely azelőtt Bessenyei Ferenc tulajdona volt.

## Színházi szerepeiből
- Molière: A képzelt beteg... Argan, képzelt beteg
- William Shakespeare: Julius Caesar... Marcus Antonius
- William Shakespeare: Othello, a néger mór... Jago, Othello zászlósa
- William Shakespeare: Hamlet... Horatio, Hamlet barátja; Színészkirály; A Szellem
- William Shakespeare – Mohácsi János - Mohácsi István: Vízkereszt... nemes Böffen Tóbiás, Olivia nagybátyja
- Carlo Goldoni: Chioggiai csetepaté... Beppe, (Giuseppe), fiatalember, Toni öccse
- Carlo Goldoni: Nyaralás... Guglielmo, Giacinta másik udvarlója
- Friedrich Schiller: Ármány és szerelem... Von Water, miniszterelnök
- Pierre-Augustin Caron de Beaumarchais: Figaro házassága... Almaviva gróf, Andalúzia kormányzója
- Johann Nepomuk Nestroy: A talizmán... Monsieur Márki
- Anton Pavlovics Csehov: Ványa bácsi... Asztrov, Mihail Lyovics, orvos
- Anton Pavlovics Csehov: Platonov... Mihail Vasziljevics Platonov, falusi tanító
- Anton Pavlovics Csehov: Cseresznyéskert... Postamester
- Bertolt Brecht: Baal... Baal
- Eugène Ionesco: A kopasz énekesnő... Mr. Smith
- Eugene O’Neill: Amerikai Elektra... Brant
- Tennessee Williams: A vágy villamosa... Stanley Kowalski
- Jon Fosse – Szophoklész: Antigoné... Oidipusz
- Heinrich von Kleist: Amphitryon... Amphitryon
- Georges Feydeau: Balfék... Crépin Vatelin
- Georges Feydeau: Bolha a fülbe... Augustin Ferraillon
- Georges Feydeau: Kézről kézre... Émile Renaux
- Georges Feydeau: A hülyéje... Edmond Pontagnac
- Dale Wasserman – Ken Kesey: Száll a kakukk fészkére... Indián
- Michael Frayn – Mohácsi István – Mohácsi János: Veszett fejsze... Tarafás Márton, színész
- Peter Shaffer: Amadeus... II. József, Ausztria császára
- David Saidler: A király beszéde... Cosmo Lang-érsek
- Martin McDonagh: Az inishmore-i hadnagy... Christy
- Marin Držic: Dundo Maroje... Borissza
- Vörösmarty Mihály: Csongor és Tünde... Balga
- Móricz Zsigmond: Úri muri – 1896... Szakhmáry Zoltán
- Bíró Lajos – Mohácsi István – Mohácsi János: Sárga liliom... Hessen Frigyes báró, hadnagy
- Molnár Ferenc: Testőr... a színész, testőr
- Molnár Ferenc: Az ördög... Az Ördög
- Szép Ernő: Vőlegény... Papa
- László Miklós: Illatszertár... Hammerschmidt
- Bródy Sándor: A tanítónő... Káplán
- Örkény István: Tóték... Tót
- Schwajda György: A szent család... A nagyfiam
- Darvas Benedek – Rejtő Jenő – Hamvai Kornél – Varró Dániel: Vesztegzár a Grand Hotelban... Elder felügyelő
- Kovács Márton – Mohácsi János – Mohácsi István: 56 06 / őrült lélek vert hadak... szereplő
- Kovács Márton – Mohácsi István – Mohácsi János: e föld befogad avagy SZÁMODRA HELY... szereplő
- Kovács Márton – Mohácsi István – Mohácsi János: Csak egy szög... szereplő
- NEM – De hogy nem?... osztályvezető tanár
- Zsigó Anna – Kárpáti Pál – Fekete Ádám: A király mulat... Rigoletto
- Fred Ebb - Joe Masteroff - John Harold Kander: Kabaré... Clifford Bradshaw

## Filmes és televíziós szerepei
- Kisváros (1998-1999) ...rádióriporter
- Barátok közt (2007, 2008–2009, 2012, 2019) ...Illés Alex
- Berosált a rezesbanda (2013) ...polgármester
- Egynyári kaland (2015) ...Géza
- Munkaügyek (2015)
- Nyitva (2018) ...Erik
- Nofilter (2019) ...András
- Hazatalálsz (2023–2024) ...Ernő

## Díjai, elismerései
- Jászai Mari-díj (2007)